# Fancy That
Fancy That é a segunda mixtape da artista musical inglesa Pink Pantheress, lançada em 9 de maio de 2025 através da Warner Records. O primeiro projeto da artista desde seu álbum de estreia Heaven Knows (2023), a mixtape foi promovida pelos singles "Tonight", "Stateside" e "Illegal".

## Antecedentes
Após o lançamento do seu álbum de estreia Heaven Knows (2023), PinkPantheress embarcou na Capable of Love Tour, sua primeira turnê mundial, que passou pelo Reino Unido e pela Europa entre fevereiro e abril de 2024, com apresentações na América do Norte em novembro do mesmo ano. Em fevereiro do mesmo ano, ela foi nomeada a Produtora do Ano pela Billboard Women in Music e em maio lançou a canção "Turn It Up", que contêm um sample de "Dreaming of You" (1995) da cantora Selena. Ela se apresentou como ato de abertura da Guts World Tour de Olivia Rodrigo até anunciar o cancelamento de todas as suas apresentações ao vivo restantes em agosto daquele ano, alegando motivos de saúde. Em setembro, PinkPantheress produziu e colaborou em um remix da canção "Crazy" do grupo sul-coreano Le Sserafim.
Em janeiro de 2025, PinkPantheress participou da canção "True Religion" de Shygirl, junto com Isabella Lovestory. Em março de 2028, ela participou de uma transmissão da estação de rádio The Lot Radio, onde ela compartilhou trechos de duas canções inéditas, "Girl Like Me" e Illegal", fazendo com que os fãs especulassem que um novo projeto estava próximo. Em 4 de abril de 2025, ela lançou o single "Tonight", acompanhada de seu videoclipe inspirado pela regência britânica. Cinco dias depois, PinkPantheress anunciou em todas suas redes sociais a sua segunda mixtape, Fancy That, que incluirá nove faixas inéditas, dentre elas "Tonight", que serve como primeiro single do projeto.

## Conceito e produção
A arte "excessivamente britânica" retrata a cantora usando uma coroa cercada por um círculo de flores que supostamente representa "tudo o que é kitsch e centrado no Reino Unido". A mixtape foi escrita e produzida pela própria cantora e compositora, juntamente com outros músicos, incluindo Aksel Arvid, Count Baldor, Phil, Oscar Scheller e The Dare, e apresenta samples e interpolações de Panic! at the Disco, Jessica Simpson e Basement Jaxx. Para o projeto, ela se inspirou na "dance music mais clássica", citando artistas como Basement Jaxx, Groove Armada e Fatboy Slim como suas principais inspirações. Seu objetivo era "fazer música onde soasse como se uma declaração estivesse sendo feita com as músicas" e queria "absorver" o que a atraía".

## Promoção esingles
PinkPantheress fez referência à data de lançamento do projeto pela primeira vez em março de 2025, em uma postagem enigmática no Instagram. O primeiro single, "Tonight", foi lançado em 4 de abril, que contém um sample de "Do You Know What I'm Seeing?" da banda Panic! at the Disco, presente no álbum Pretty. Odd. (2008). Em 6 de abril, ela compartilhou a lista de faixas da mixtape, que incluiu nove canções. Também inclui a canção "Girl Like Me", que a cantora havia anteriormente compartilhado prévias por meio do TikTok. Para PinkPantheress, o projeto é considerado o "projeto mais integrado" de sua carreira. Ela esperava que fãs e ouvintes "pudessem ouvir os sinais de seu crescimento" como artista. Em 25 de abril, ela lançou o segundo single, "Stateside". "Illegal" foi lançada como terceiro single da mixtape e tornou-se viral em virtude de uma trend no TikTok que gerou mais de 800.000 vídeos na plataforma, levando a canção a alcançar a 85ª posição da parada global do Spotify.
Junto com o anúncio da mixtape, ela também anunciou dois concertos em setembro no O2 Brixton Academy. Posteriormente, ela revelou que embarcará numa série de concertos, "An Evening with PinkPantheress Tour", com paradas em Londres e na América do Norte. Em 30 de julho, PinkPantheress fez a primeira apresentação televisionada de sua carreira no The Tonight Show Starring Jimmy Fallon, onde ela cantou as faixas "Illegal", "Girl Like Me" e "Tonight".

## Alinhamento de faixas
| Fancy That — Edição padrão |                    |                            | |                                                                 |         |  |
| N.º                        | Título             | Letras                     | Música | Produtor(es)                                                    | Duração |  |
| 1.                         | "Illegal"          | Victoria Walker            | V. Walker Darren Emerson Karl Hyde Richard Smith                                                                                      | PinkPantheress Aksel Arvid                                      | 2:21    |  |
| 2.                         | "Girl Like Me"     | V. Walker                  | V. Walker Tom Parker Felix Buxton Simon Ratcliffe                                                                                     | PinkPantheress Arvid Count Baldor Phil [a]                      | 2:24    |  |
| 3.                         | "Tonight"          | V. Walker                  | V. Walker Aksel Hauge Parker Brendon Urie Ryan Ross Spencer Smith Jonathan Walker                                                     | PinkPantheress Arvid Baldor Phil [a]                            | 2:56    |  |
| 4.                         | "Stars"            | V. Walker                  | V. Walker Joshua Gaskin-Brown John Ong Buxton Ratcliffe Jack Allsopp                                                                  | Glasear Jkarri PinkPantheress [a] Arvid [a] Baldor [a] Phil [a] | 2:21    |  |
| 5.                         | "Intermission"     | V. Walker                  | Hauge Dill Aitchison | Arvid Phil                                                      | 0:24    |  |
| 6.                         | "Noises"           | V. Walker                  | V. Walker Hauge Thomas Bell Roland Chambers Kendrick Davis Kenneth Gamble Mark Onokey Horace Walls                                    | PinkPantheress Arvid Phil [a]                                   | 1:44    |  |
| 7.                         | "Nice to Know You" | V. Walker                  | V. Walker Hauge Anders Bagge Arnthor Birgisson Ong Oscar Scheller William Orbit Keisha Buchanan Mutya Buena Pamela Sheyne Karen Poole | PinkPantheress Arvid Scheller Glasear [a] Loukman [a]           | 2:50    |  |
| 8.                         | "Stateside"        | V. Walker Caroline Furøyen | V. Walker Harrison Smith Toi Wooten Andrew Derek Coup Thomas Findlay                                                                  | PinkPantheress The Dare Arvid Baldor [a] Phil [a]               | 2:48    |  |
| 9.                         | "Romeo"            | V. Walker                  | V. Walker Hauge Aitchison Buxton Ratcliffe                                                                                            | PinkPantheress Arvid Phil                                       | 2:34    |  |
| Duração total:             | Duração total:     | Duração total:             | Duração total: | Duração total:                                                  | 20:35   |  |

#### Créditos desamples
- "Illegal" contém um sample de "Dark & Long (Dark Train)" (1994), interpretada por Underworld.[24]
- "Girl Like Me" contém um sample de "Romeo" (2001), interpretada por Basement Jaxx e Kele Le Roc.[25]
- "Tonight" contém um sample de "Do You Know What I'm Seeing?" (2008), interpretada por Panic! at the Disco.[26]
- "Stars" contém samples de "Oh My Gosh" (2005), interpretada por Basement Jaxx, Vula e Skillah, e "Starz in Their Eyes" (2007), interpretada por Just Jack.[27]
- "Noises" contém samples de "Who Want Smoke?" (2021), interpretada por Nardo Wick, e "Suntoucher" (2001), interpretada por Groove Armada e Jeru the Damaja.[28]
- "Nice to Know You" contém samples de "Spiral" (2006), interpretada por William Orbit, Sugababes e Kenna, "It's Too Late" (2002) de The Streets, e "Irresistible" (2001) de Jessica Simpson.[29]
- "Stateside" contém uma interpolação de "Paper Romance" (2010), interpretada por Groove Armada, Saint Saviour e Fenech-Soler.[30]
- "Romeo" contém um sample de "Good Luck" (2004), interpretada por Basement Jaxx e Lisa Kekaula.[31]

## Equipe e colaboradores
Créditos adaptados do Tidal.
- PinkPantheress – vocais (todas as faixas), programação (faixas 1–3, 6–9), engenharia vocal (1–3, 7–9), engenharia (3)
- Aksel Arvid – programação (faixas 1–3, 5–7, 9), engenharia (1–3), engenharia vocal (4, 6–9)
- Joe LaPorta – masterização
- Nickie Jon Pablon – mixagem
- Phil – programação (faixas 4–6, 9)
- Oscar Scheller – programação (faixas 4, 7)
- Mura Masa – programação (faixa 4)
- Horace Walls – vocais (faixa 6)
- Loukman – programação (faixa 7)
- Jkarri – guitarra (faixa 8)
- Count Baldor – programação (faixa 8)
- The Dare – programação (faixa 8)

## Tabelas musicais

### Tabelas semanais
| Tabelas musicais (2025)                                  | Melhor posição |
| -------------------------------------------------------- | -------------- |
| Austrália (ARIA)                                         | 12             |
| Bélgica (Ultratop Flanders)                              | 82             |
| Bélgica (Ultratop Wallonia)                              | 107            |
| Croácia - International Albums (HDU)                     | 3              |
| Escócia (OCC)                                            | 3              |
| Estados Unidos (Billboard 200)                           | 72             |
| Estados Unidos - Top Dance/Electronic Albums (Billboard) | 4              |
| Hungria - Physical Albums (MAHASZ)                       | 16             |
| Irlanda (OCC)                                            | 31             |
| Lituânia (AGATA)                                         | 53             |
| Nova Zelândia (RMNZ)                                     | 12             |
| Países Baixos (Album Top 100)                            | 58             |
| Portugal (AFP)                                           | 82             |
| Reino Unido (OCC)                                        | 3              |
| Reino Unido - Dance Albums (OCC)                         | 4              |
| Suíça (Schweizer Hitparade)                              | 46             |